# Terpène
 (août 2020).
Les terpènes (de l'allemand Terpen provenant de « das Terpentin », la térébenthine) sont une classe d'hydrocarbures, produits par de nombreuses plantes, en particulier les conifères. Ce sont des composants majeurs de la résine et de l'essence de térébenthine produite à partir de résine. Les terpènes sont des métabolites secondaires qui se rencontrent également chez les métazoaires (phéromones et hormones sesquiterpéniques des hexapodes, diterpènes d'organismes aquatiques (cnidaires, éponges)).

## Origine

Structure de l'isoprène, un diène en C5.

Les terpènes ne sont pas formés à partir de l'isoprène C5H8 bien qu'ils aient pour formule de base des multiples de celle-ci, c'est-à-dire (C5H8)n : ils sont formés à partir d'isopentényl-pyrophosphate (IPP) qui réagit avec une molécule starter : diméthylallyl-pyrophosphate (DMAPP), géranyl-pyrophosphate (GPP), géranylgéranyl-pyrophosphate (GGPP), etc. En revanche, l'isoprène est facilement obtenu par dégradation des terpènes.

## Composition
Leur squelette de carbone est constitué d'unités isopréniques mises bout à bout, c'est ce que l'on appelle la règle de l'isoprène. Ces squelettes peuvent être arrangés de façon linéaire ou bien former des cycles.

## Classification
En fonction du nombre n (entier) d'unités pentacarbonées (en C5) ramifiées, on peut distinguer pour :
- n = 1 : l'isoprène;
- n = 2 : les monoterpènes (C10H16). Ce sont les plus communs et comptent de nombreux isomères ;
- n = 3 : les sesquiterpènes (C15H24) ;
- n = 4 : les diterpènes (C20H32) ;
- n = 5 : les sesterterpènes (C25H40) ;
- n = 6 : les triterpènes (C30H48) ;
- n = 8 : les tétraterpènes (C40H64). Le carotène, un important pigment de photosynthèse végétal, fait partie de cette famille de terpènes ;
- n > 8 : les polyterpènes, tels que le caoutchouc naturel ou le gutta-percha.

Des matières aussi diverses que le caoutchouc, la vitamine A1 ou le cholestérol sont construites essentiellement de « briques » isopréniques.
Parmi les terpènes les plus importants, on trouve :
- l'α-pinène ;
- le β-pinène ;
- le 3-carène ;
- le limonène ;
- le carotène.

En revanche, les caroténoïdes comme la lutéine, comportant des atomes d'oxygène, ne sont pas à proprement parler des terpènes, mais des terpénoïdes.

## Propriétés
Les terpènes ont deux propriétés fondamentales :
- ils ont des propriétés odoriférantes chez les végétaux. Un exemple commun est le géranium ;
- du fait de l'alternance de simples et doubles liaisons (conjuguées) qui est caractéristique de la molécule, ils interagissent avec la lumière.

## Historique
Les terpènes ont été nommés en 1863 par le chimiste allemand Kekulé en référence à la térébenthine qui, en plus des acides résiniques, contient aussi des hydrocarbures (térébenthine se dit en allemand « Terpentin »). Seulement, ceux-ci ont été qualifiés à l'origine de « terpène », terme qui est devenu une notion spécifiée plus tard plus précisément. Les chercheurs les plus importants dans ce secteur des terpènes étaient Otto Wallach qui a collaboré avec Kekulé, et Lavoslav Ružička. Feodor Lynen et Konrad Bloch ont décrit en 1964 la biosynthèse des terpènes puis Feodor Lynen publia en 1965 un livre intitulé « L'acide acétique activé » Terpènes et acides de matière grasse.